# كايو كوكو
كايو كوكو  (بالإنجليزية: Cayo Coco)‏ هي جزيرة تابعة لـ كوبا. والمعروف عن منتجعاتها شاملة. تقع ضمن مقاطعة دي أفيلا سييغو وتشكل جزءا من سلسلة من الجزر تسمى جاردينيس ديل ري (حدائق الملك). وتدار من قبل بلدية كاي مورون .تبلغ مساحتها 370 كم ².